# Abdoul Faye
Abdoul Faye – togijski piłkarz grający na pozycji pomocnika. W swojej karierze grał w reprezentacji Togo.

## Kariera klubowa
W swojej karierze piłkarskiej Faye grał w klubie Doumbé FC.

## Kariera reprezentacyjna
W 1984 roku Faye został powołany do reprezentacji Togo na Puchar Narodów Afryki 1984. Na tym turnieju zagrał w jednym meczu grupowym, z Kamerunem (1:4).